# Wehrmachtbericht
La Wehrmachtbericht è stato un bolletino di guerra d'informazione quotidiano messo in onda dall'Oberkommando der Wehrmacht, il comando supremo della Wehrmacht durante la seconda guerra  mondiale. Esso dava informazioni sulla situazione militare sui diversi fronti e veniva diffuso alla radio con informazioni dettagliate. La prima edizione andò in onda il 1º settembre 1939 e l'ultima il 9 maggio 1945. Ciascun bolletino era preceduto da una sigla musicale: la fanfare finale del poema sinfonico Les Préludes di Franz Liszt.